# Tzintzuntzan
Tzintzuntzan är en ort i Mexiko, huvudort i kommunen med samma namn.   Den ligger vid Pátzcuarosjön i delstaten Michoacán de Ocampo, i den södra delen av landet, 260 km väster om huvudstaden Mexico City. Antalet invånare är 3 233.